# 金島正彦
金島 正彦（かねしま まさひこ、1953年11月29日 - ）は、神奈川県出身の元プロ野球選手（内野手）。右投右打。

## 来歴・人物
武相高等学校ではエース根建忍を擁し、遊撃手、一番打者として1970年秋季関東大会に進むが、1回戦で木更津中央高に敗れる。翌1971年夏の甲子園県予選では決勝に進むが、桐蔭学園の大塚喜代美、土屋恵三郎のバッテリーに抑えられ敗退、甲子園出場を逸する。卒業後は専修大学へ入学。大学同期に大屋好正がいたが、1年で大学を中退し読売ジャイアンツの練習生となる。
1973年のドラフト7位で読売ジャイアンツに指名され入団。1974年のジュニア・オールスターにも選出されるが、一軍公式戦に出場しないまま1978年限りで引退。

## 詳細情報

### 年度別投手成績
- 一軍公式戦出場なし

### 背番号
- 57 （1974年 - 1978年）